# Sección Margaritas
Sección Margaritas är en ort i Mexiko.   Den ligger i kommunen Tuxtla Chico och delstaten Chiapas, i den sydöstra delen av landet, 900 km sydost om huvudstaden Mexico City. Sección Margaritas ligger 363 meter över havet och antalet invånare är 458.
Terrängen runt Sección Margaritas är kuperad norrut, men söderut är den platt. Terrängen runt Sección Margaritas sluttar söderut. Runt Sección Margaritas är det tätbefolkat, med 397 invånare per kvadratkilometer. Närmaste större samhälle är Tapachula, 10,3 km sydväst om Sección Margaritas. I omgivningarna runt Sección Margaritas växer huvudsakligen savannskog.